# Brownova univerzita
Brownova univerzita (anglicky Brown University, často jen Brown) je soukromá univerzita sídlící ve městě Providence v americkém státě Rhode Island. Je členem prestižního uskupení Břečťanová liga.

## Historie
Založena byla roku 1764 jako Rhode Island College, je to třetí nejstarší instituce vyššího vzdělávání v Nové Anglii a sedmá nejstarší ve Spojených státech. Brownova univerzita jako první vysoká škola přijímala studenty všech náboženství.

## Významné osobnosti
- Chinua Achebe – nigerijský romanopisec, básník, profesor a kritik
- Jessica Capshaw – herečka
- Leon N. Cooper – nositel Nobelovy ceny za fyziku 1972
- Hill Harper – americký herec
- John Milton Hay – americký státník, ministr zahraničí USA
- Richard Holbrooke – diplomat
- Charles Evans Hughes – ministr zahraničí USA a předseda Nejvyššího soudu
- Sergej Nikitič Chruščov – profesor, syn Nikita Sergejevič Chruščov
- John F. Kennedy mladší – novinář, právník
- Jaegwon Kim – americký filozof korejského původu
- Jindřich Kučera – lingvista českého původu
- Byron K. Lichtenberg – astronaut
- Laura Linneyová – herečka
- Craig C. Mello – biolog, nositel Nobelovy ceny za lékařství a fyziologii
- Leelee Sobieski – herečka
- Ted Turner – mediální magnát
- Emma Watsonová – britská herečka
- Nathanael West – americký židovský spisovatel
- Thomas G. Winner – americký slavista narozený v Praze